# Cal Santamaria (Torà)
Cal Santamaria és una casa de Torà (Solsonès) inclosa a l'Inventari del Patrimoni Arquitectònic de Catalunya. Forma part del conjunt d'habitatges que tanquen la plaça de la Creu per ponent.

## Descripció
Edifici de dues plantes de pedra arrebossat on es diferencien tres cossos verticals iguals.

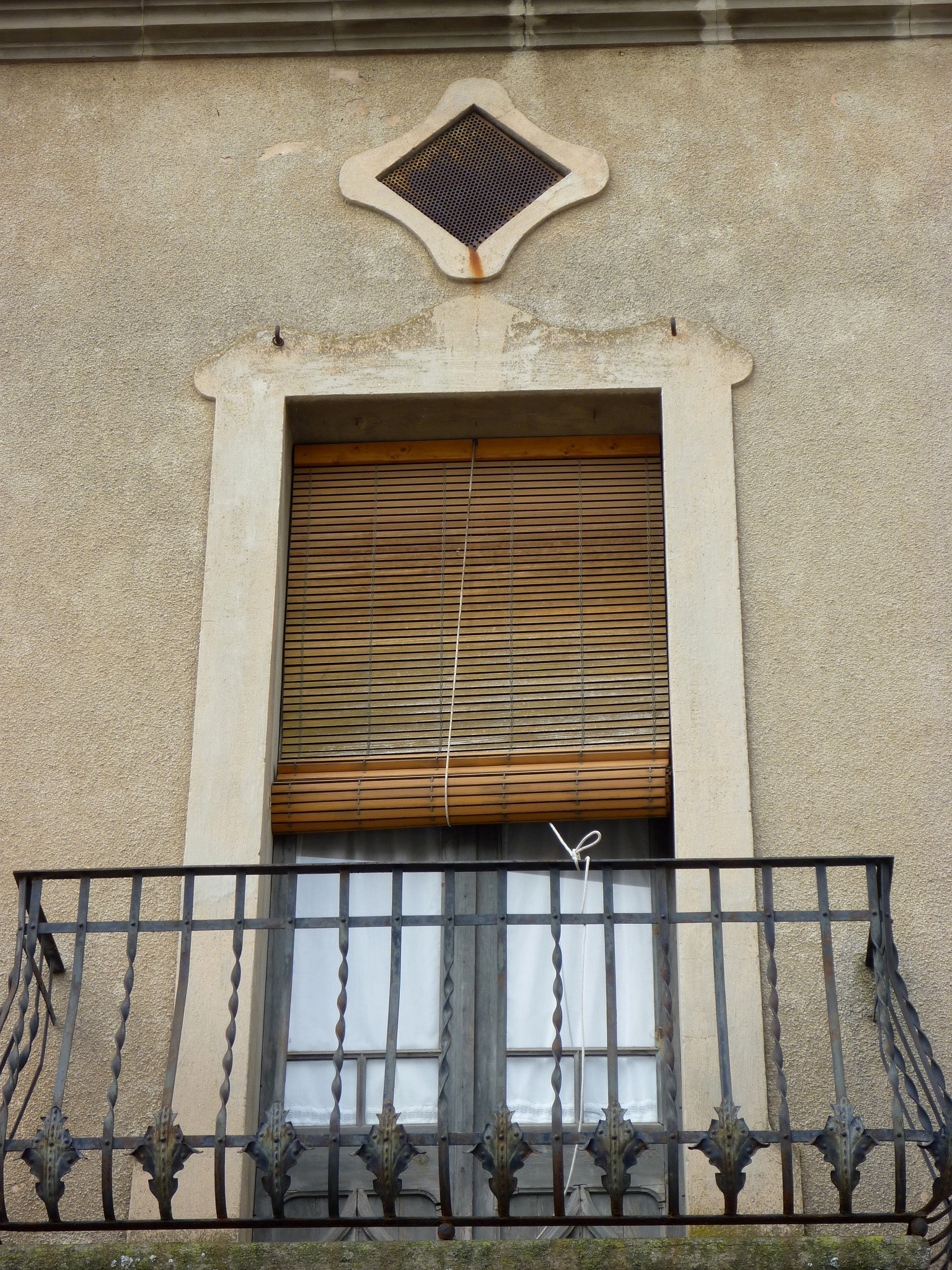
Detall d'un balcó

A la planta baixa destaquen tres portes d'arc escarser amb una àmplia motllura de pedra gravada; la central és lleugerament més petita i presenta una porta de fusta de doble batent d'època modernista. Destaca un sòcol amb pedres de diferents mides i formes. Al primer pis apareixen tres portes balconeres amb balcó i barana de forja, emmarcades per una motllura llisa de pedra. Damunt de cadascuna d'aquestes portes balconeres trobem una finestra romboidal amb motllura de pedra.
Una cornisa llisa esgraonada encapçala l'edifici, que es caracteritza per la seva simplicitat en les formes.